# اچ‌دی ۹۹۱۰۹
اچ‌دی ۹۹۱۰۹ یک ستاره است که در صورت فلکی شیر قرار دارد.